# حالم
حالم (بالإنجليزية: Dreamer)‏ هي أغنية للدي جي مارتن غاركس. صدرت رسميا في 1 نوفمبر 2018 جنبا إلى جنب مع الفيديو الموسيقي، وتضم غناء مغني السول الأمريكي مايك يونغ. جاءت الأغنية كنوع من التكريم لزوجة يونغ التي توفيت في وقت سابق من عام 2018.

## التصنيفات
| التصنيف (2018)          | المراكز |
| ----------------------- | ------- |
| Sweden (سويرجتوبليستان) | 73      |